# Tved Sogn (Svendborg Kommune)
 For alternative betydninger, se Tved Sogn. (Se også artikler, som begynder med Tved Sogn)
Tved Sogn er et sogn i Svendborg Provsti (Fyens Stift).
I 1800-tallet var Tved Sogn et selvstændigt pastorat. Det hørte til Sunds Herred i Svendborg Amt. Tved sognekommune blev 
ved kommunalreformen i 1970 indlemmet i Svendborg Kommune.
I Tved Sogn ligger Tved Kirke.
I sognet findes følgende autoriserede stednavne:
- Heldager (bebyggelse, ejerlav)
- Tved (bebyggelse, ejerlav)
- Tved Byhaver (bebyggelse)
- Tved Skovhaver (bebyggelse)